# Saint-Martin-d'Auxigny
Saint-Martin-d'Auxigny é uma comuna francesa na região administrativa do Centro, no departamento Cher. Estende-se por uma área de 24,16 km². Em 2010 a comuna tinha 2 453 habitantes (densidade: 101,5 hab./km²).